# Mafana lajonquierei
Mafana lajonquierei är en fjärilsart som beskrevs av Pierre E.L. Viette 1979. Mafana lajonquierei ingår i släktet Mafana och familjen nattflyn. Inga underarter finns listade i Catalogue of Life.